# 山梨県道508号大菩薩峠線

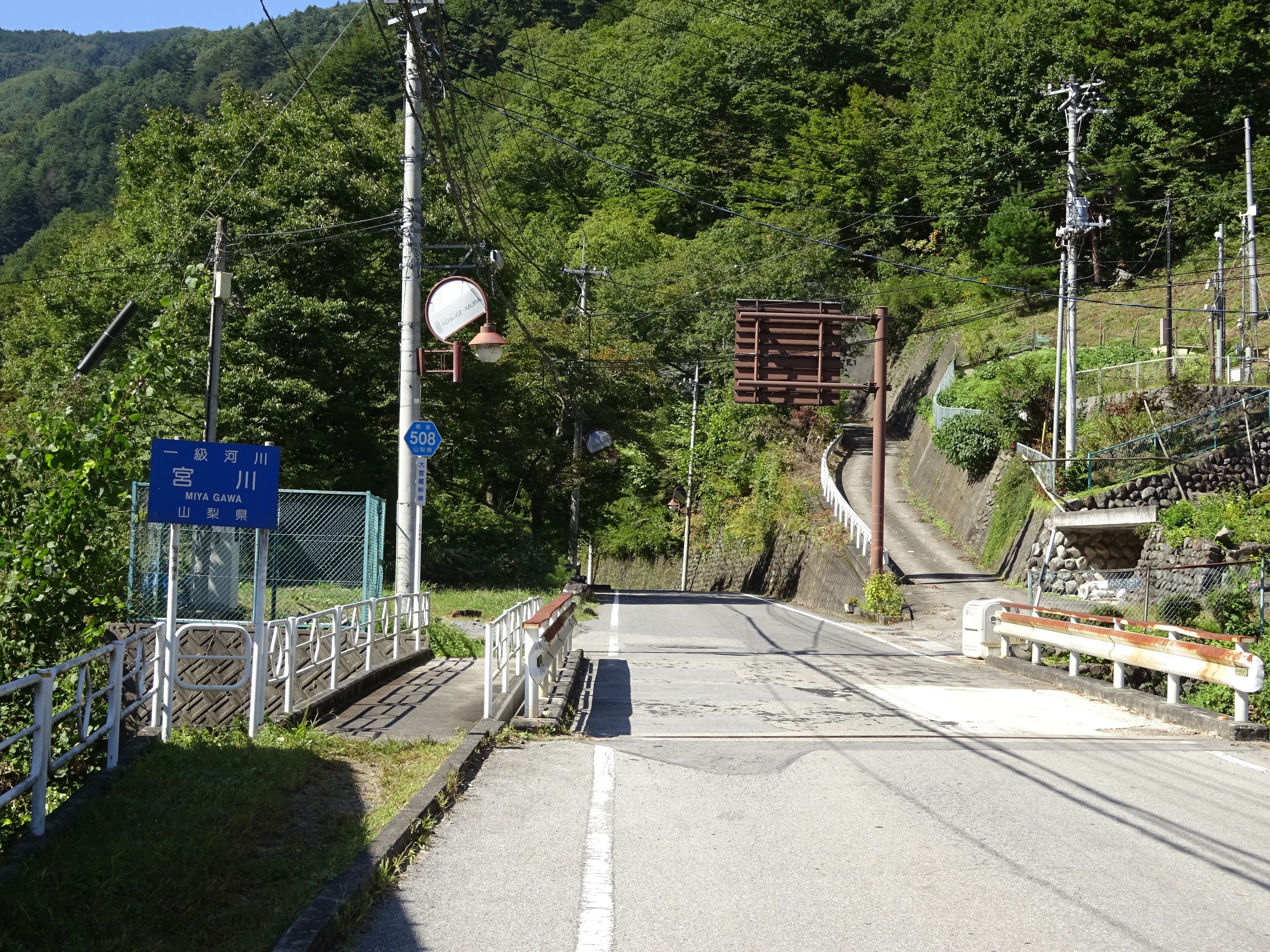
山梨県道508号大菩薩峠線（山梨県道18号との交点付近）

山梨県道508号大菩薩峠線（やまなしけんどう508ごう だいぼさつとうげせん）は、山梨県北都留郡小菅村の大菩薩峠と国道139号を結ぶ一般県道である。

## 概要

### 路線データ
- 起点：山梨県北都留郡小菅村（大菩薩峠）
- 終点：山梨県北都留郡小菅村池之尻（信号無交差点＝国道139号交点）

## 通過する自治体
- 山梨県北都留郡小菅村

## 交差・接続する道路
- 山梨県道18号上野原丹波山線（北都留郡小菅村） ※一部重複
- 国道139号（北都留郡小菅村・信号無交差点）

## 周辺
- 小菅村立小菅小学校
- 小菅村役場